# Albany (Illinois)
Albany ist ein Village im Whiteside County im Nordwesten des US-amerikanischen Bundesstaates Illinois am Ostufer des Mississippis. Das U.S. Census Bureau hat bei der Volkszählung 2020 eine Einwohnerzahl von 864 ermittelt.

## Geografie
Albany erstreckt sich über 2,6 km², die ausschließlich aus Landfläche bestehen, am östlichen Ufer des Mississippi Rivers, der die Grenze nach Iowa bildet. Durch Albany verläuft die entlang des Mississippi Rivers führende Illinois State Route 84, auf die in Albany einige untergeordnete Straßen treffen. 
Die am nächsten gelegenen Städte sind das zwölf Kilometer nördliche Fulton und das am anderen Flussufer liegende Clinton.
Die Quad Cities liegen 42 Kilometer im Südwesten, nach Peoria sind es in südöstlicher Richtung 164 Kilometer, Chicago ist 237 Kilometer entfernt und Madison, die Hauptstadt des Nachbarstaates Wisconsin befindet sich 210 Kilometer im Nordosten.

## Demografische Daten
Nach der Volkszählung im Jahr 2010 lebten in Albany 891 Menschen in 383 Haushalten. Die Bevölkerungsdichte betrug 342,7 Einwohner pro Quadratkilometer. In den 383 Haushalten lebten statistisch je 2,33 Personen. 
Ethnisch betrachtet setzte sich die Bevölkerung zusammen aus 98,3 Prozent Weißen, 0,1 Prozent (eine Person) Afroamerikanern, 0,2 Prozent (zwei Personen) amerikanischen Ureinwohnern, 0,3 Prozent (drei Personen) Asiaten sowie 0,6 Prozent aus anderen ethnischen Gruppen; 0,4 Prozent stammten von zwei oder mehr Ethnien ab. Unabhängig von der ethnischen Zugehörigkeit waren 2,2 Prozent der Bevölkerung spanischer oder lateinamerikanischer Abstammung. 
21,0 Prozent der Bevölkerung waren unter 18 Jahre alt, 61,0 Prozent waren zwischen 18 und 64 und 18,0 Prozent waren 65 oder älter. 50,4 Prozent der Bevölkerung war weiblich.
Das mittlere jährliche Einkommen eines Haushalts lag bei 61.146 US-Dollar. Das Pro-Kopf-Einkommen betrug 28.540 Dollar. 5,5 Prozent der Einwohner lebten unterhalb der Armutsgrenze.